# Francesco da Meleto
Francesco da Meleto (Bologna, 1449 – dopo il 1517) è stato un umanista italiano.
Credette di prevedere un grande rinnovamento che dal 1517 avrebbe coinvolto tutte le religioni monoteiste. Le sue tesi furono condannate in un sinodo svoltosi a Firenze nel 1517.

## Biografia
Fu, con la sorella Margherita, il figlio naturale di Niccolò di Piero, un mercante fiorentino emigrato a Bologna, e di Caterina, una schiava circassa emancipata. Legittimati entrambi i figli, Niccolò fece ritorno a Firenze nel 1467, sposandosi con Antonia Baroncelli, dalla quale ebbe tre figli.
Il padre morì verso il 1473, lasciando un modesto vitalizio a Francesco che lasciò Firenze per Costantinopoli, entrando in contatto con le comunità islamiche ed ebraiche di quella grande città e traendo la convinzione che fosse prossimo un profondo rinnovamento che avrebbe coinvolto tutte le tre grandi religioni monoteiste.
Ritornato a Firenze, visse l'esperienza politico-religiosa della città nella quale furono dominanti, sul finire del secolo, la personalità di Girolamo Savonarola, la volontà di una riforma della Chiesa, dei costumi morali, dei rapporti politici, insieme con le attese, tra speranze e timori, di un radicale rivolgimento che avrebbe riguardato tutto il mondo. Francesco credette di aver individuato, attraverso lo studio delle Scritture, l'anno in cui l'umanità avrebbe superato ogni sua divisione e avrebbe camminato in una nuova era di concordia spirituale.
Intorno al 1512 Francesco da Meleto pubblicò il Convivio de' secreti della Scriptura Sancta, un dialogo svolto tra l'autore e due suoi amici, Bartolomeo Manetti e Francesco Baroncini. In esso l'autore sostiene che nel 1517, trentatré anni dopo l'inizio delle persecuzioni antisemite in Spagna e in Portogallo, gli ebrei si sarebbero convertiti al cristianesimo, grazie all'opera di un uomo semplice che avrebbe condotto l'umanità a un rinnovato destino di pace e di felicità. Nell'opera si possono rintracciare gli influssi del Savonarola e di Pietro Bernardino, uniti dal comune e tragico esito del rogo, e più in generale della tradizione gioachimita.
Il rumore provocato dal Convivio guadagnò al Meleto un invito a esporre le sue tesi a papa Leone X a Roma, dove nel 1514 fu ospite per tre mesi di Pietro Bembo, allora segretario apostolico: del colloquio con il papa nulla si sa. Il camaldolese Tommaso Giustiniani riferisce invece delle discussioni, tenute a Roma, tra Francesco e il frate Vincenzo Quirini, durante il quale quest'ultimo lo avrebbe accusato di propagandare tesi diaboliche, come diaboliche sarebbero state le visioni che il Meleto sosteneva di avere e i miracoli cui avrebbe assistito a conforto dell'esattezza delle previsioni esposte nel Convivio.
Appena tornato a Firenze, il Meleto pubblicò, questa volta in latino, come a dare maggior dignità alle sue profezie, il Quadrivium temporum prophetarum con una dedica al papa e un commento al salmo XVIII, dedicato al camaldolese Antonio Zeno, che gli aveva finanziato il viaggio a Roma e la stampa dell'opera. Nessuna eco vi è di quanto sostiene il Giustiniani: nel Quadrivium Francesco ribadisce quanto già affermava nel Convivio, aggiungendo la previsione della conversione degli islamici al cristianesimo intorno al 1536.
Contro la diffusione di tali profezie, divenute molto popolari a Firenze, si levò, sollecitato anche dal Giustiniani, Paolo Orlandini, priore del convento camaldolese di Santa Maria degli Angeli, con tre scritti: Contro quelli che pongon termini certi alle prophetie, Contra eos qui se putant plene nosse prophetarum mentem e con la Expugnatio miletana. L'Orlandini vi afferma il carattere eretico delle interpretazioni delle Scritture dalle quali il Meleto aveva tratto le proprie profezie.
Quando nel gennaio del 1517 si aprì a Firenze, presieduto dall'arcivescovo Giulio de' Medici, il sinodo diocesano che doveva valutare le tesi del Meleto, l'Orlandini ribadì le proprie valutazioni che furono accettate dal sinodo: definite le tesi «velenose, empie, nemiche della cattolica verità, erronee, temerarie e presuntuose», si ordinava il rogo delle sue opere e la proibizione di citarle, intimando al Meleto la pubblica abiura.
Ma quando il papa ebbe approvato le delibere del sinodo fiorentino, pubblicate il 12 aprile 1518, di Francesco da Meleto si era già persa ogni traccia.

## Scritti
- Convivio de' secreti della Scriptura Sancta, compilato per modo di dialogo, Firenze ca 1512.
- Quadrivium temporum prophetarum, Firenze, 1514.